# Canton d'Avallon
Le canton d'Avallon est une circonscription électorale française du département de l'Yonne.
À la suite du redécoupage cantonal de 2014, les limites territoriales du canton sont remaniées. Le nombre de communes du canton passe de 16 à 27.

## Représentation

### Conseillers d'arrondissement (de 1833 à 1940)
Le canton d'Avallon avait deux conseillers d'arrondissement.
| Période                                  | Période          | Identité                                          | Étiquette                | Qualité |
| ---------------------------------------- | ---------------- | ------------------------------------------------- | ------------------------ | --- |
| 1833                                     | 1852             | Pierre Andoche Febvre (oncle, 1771-1854)          |                          | Ancien chef de bataillon commandant la Garde nationale, propriétaire à Avallon                              |
| 1833                                     | 1852             | Alexandre Mocquot (1782-1853)                     |                          | Marchand de bois, adjoint au maire d'Avallon                                                                |
| 1852                                     | 1858             | Abel Claude François Joseph Houdaille (1811-1874) |                          | Propriétaire, maire d'Avallon                                                                               |
| 1852                                     | 1870             | Marie Joseph Bierge (1797-1879)                   |                          | Banquier, premier adjoint au maire d'Avallon                                                                |
| 1858                                     | 1870             | Pierre Timothée Denis Couturat-Royer (1808-1874)  |                          | Banquier et négociant à Avallon                                                                             |
| 1870                                     | 1881 (décès)     | Joseph Chauvelot (1805-1881)                      |                          | Propriétaire à Lucy-le-Bois                                                                                 |
| 1871                                     | 1872 (décès)     | Jean-Baptiste Etienne Degoix (1823-1872)          | Républicain              | Vétérinaire à Avallon                                                                                       |
| 1872                                     | 1880             | Louis Gruel-Villeneuve (1810-1900)                |                          | Propriétaire à Pontaubert                                                                                   |
| 1880                                     | 1884 (démission) | Jules Houdaille                                   | Républicain progressiste | Avocat, adjoint au maire d'Avallon                                                                          |
| 1883                                     | 1886             | Jules Martin Marie Bouché                         |                          | Ancien clerc de notaire, banquier à Avallon                                                                 |
| 1885                                     | 1895 (décès)     | Jean Espéron (1818-1895)                          |                          | Propriétaire, rentier, conseiller municipal d'Avallon                                                       |
| 1886                                     | 1901             | André-Jules Adine                                 |                          | Négociant, adjoint au maire d'Avallon                                                                       |
| 1895                                     | 1913             | Noël Corniau (1844-1925)                          |                          | Négociant et propriétaire à Avallon                                                                         |
| 1901                                     | 1913             | Louis-Émile Gulat                                 |                          | Docteur-médecin à Avallon                                                                                   |
| 1913                                     | 1925             | Jules Bouché                                      |                          | Banquier à Avallon, Président du Conseil d'arrondissement                                                   |
| 1913                                     | 1919             | Émile Beau                                        |                          | Négociant à Avallon                                                                                         |
| 1925                                     | 1931             | Henri Chanut (1870-1962)                          |                          | Hôtelier (Hôtel du Chapeau Rouge), maire d'Avallon (1922-1929)                                              |
| 1919                                     | 1931             | Gustave Rétif                                     |                          | Maître-tanneur, premier adjoint au maire d'Avallon                                                          |
| 1931                                     | 1937             | Gabriel Gueneau                                   |                          | Brasseur, restaurateur et hôtelier à Avallon                                                                |
| 1931                                     | 1937             | Abel Jolly                                        |                          | Agriculteur, maire de Sauvigny-le-Bois                                                                      |
| 1937                                     | 1940             | Léon André Piffoux (1884-1967)                    | PSF                      | Vétérinaire à Avallon                                                                                       |
| 1937                                     | 1940             | Gabriel Chattey                                   |                          | Ancien instituteur et directeur d'école à Avallon                                                           |
| 1940                                     |                  |                                                   |                          | Les conseils d'arrondissement ont été suspendus par la loi du 12 octobre 1940 et n'ont jamais été réactivés |
| Les données manquantes sont à compléter. |                  |                                                   |                          | |

### Conseillers généraux de 1833 à 2015
| Période | Période          | Identité                                        | Étiquette                | Qualité |
| ------- | ---------------- | ----------------------------------------------- | ------------------------ | --- |
| 1833    | 1836             | Pierre Marie Sébastien Richard                  |                          | Avocat, maire d'Avallon (1832-1834) |
| 1836    | 1842             | François Garnier                                | Centre                   | Enseignant à Marmeaux puis entrepreneur d'usines à Paris Maire d'Étaule Député (1846-1848)                                                                                 |
| 1842    | 1852             | Claude-Marie Raudot -Réglois                    | Droite                   | Avocat puis magistrat Maire d'Avallon, député (1848-1851 et 1871-1876) |
| 1852    | 1871             | Pierre-Andoche Febvre (neveu)                   |                          | Maire d'Avallon |
| 1871    | 1884 (décès)     | Jules Mathé                                     | Républicain              | Négociant - Député (1877-1884) Maire d'Avallon (1870-1871 - révoqué - et 1876-1884)                                                                                        |
| 1884    | 1886             | Jules Houdaille                                 | Républicain Progressiste | Avocat - Maire d'Avallon, conseiller d'arrondissement Député (1885-1889)                                                                                                   |
| 1886    | 1892             | Henri Hervieu                                   | Gauche radicale          | Ancien Sous-Préfet Maire d'Avallon Député (1886-1889 et 1890-1893) |
| 1892    | 1919             | Léon Degoix                                     | Républicain              | Médecin-vétérinaire à Avallon |
| 1919    | 1922             | Henri Mouchoux                                  | RG                       | Notaire à Avallon |
| 1922    | 1933             | Achille Dubois                                  | Rad.                     | Industriel à Avallon (Fabricant de carton à la cartonnerie de Cousin-la-Roche)                                                                                             |
| 1933    | 1940             | Georges Schiever                                | Rad.ind.                 | Négociant Maire d'Avallon (1929-1945) Nommé membre de la Commission administrative départementale en 1941                                                                  |
|         |                  |                                                 |                          | |
| 1945    | 1947 (décès)     | Georges Schiever                                | DVD                      | Maire d'Avallon (1929-1945) Député (1945-1946) Sénateur (1946-1947) |
| 1947    | 1973             | Louis Schiever (1902-1981) (neveu du précédent) | DVD                      | Médecin à Avallon |
| 1973    | 1992             | Léo Grézard                                     | DVG puis PS              | Chirurgien Maire d'Avallon (1989-1995) Député (1981-1986) et (1988-1993)                                                                                                   |
| 1992    | 1998             | Yves Van Haecke                                 | RPR                      | Inspecteur général de l'agriculture Ancien Sous-Préfet Maire d'Avallon (1995-2001) Député (1993-1997)                                                                      |
| 1998    | 2004             | Pascal Germain                                  | DVD                      | Commerçant Maire d'Annéot Président de la Communauté de communes de l'Avallonnais                                                                                          |
| 2004    | 2008 (décès)     | Jean Mariani                                    | PS                       | 1er adjoint au maire d'Avallon |
| 2009    | 2011             | Isabelle Huberdeau                              | DVG                      | Responsable adjointe d'agence de logements sociaux Adjointe au maire d'Avallon                                                                                             |
| 2011    | 2012 (démission) | Jean-Yves Caullet                               | PS                       | Préfet hors-cadre Ingénieur agronome - Ingénieur des Ponts, des Eaux et Forêts Maire d'Avallon (2001-2021) Conseiller régional (2010-2011) Député (1999-2002 et 2012-2017) |
| 2012    | 2015             | Isabelle Huberdeau                              | DVG                      | Responsable adjointe d'agence de logements sociaux Adjointe au maire d'Avallon                                                                                             |

#### Politique
Le canton est majoritairement à droite par le nombre de communes (à part Avallon, toutes les communes ont des maires divers droite ou UMP).
En 2004, le conseiller général sortant Pascal Germain (DVD) est battu par Jean Mariani (DVG). À la suite de son décès en octobre 2008, Isabelle Huberdeau est élue le 18 janvier 2009 au second tour de la cantonale partielle avec 53,56 % des voix contre le divers-droite Pascal Germain, président de la Communauté de communes de l'Avallonnais, dans un scrutin marqué par une abstention de 53,95 %.
Le 27 mars 2011, Jean-Yves Caullet (PS) est élu avec 56, 83 % des suffrages.

### Représentation depuis 2015
| Période élective | Période élective | Mandat | Mandat   | Identité         | Nuance | Nuance | Qualité                                                                                                  |
| ---------------- | ---------------- | ------ | -------- | ---------------- | ------ | ------ | --- |
| 2015             | 2021             | 2015   | 2021     | Xavier Courtois  |        | DVD    | Agriculteur céréalier Maire de Massangis Président de la Communauté de communes du Serein depuis 2020    |
| 2015             | 2021             | 2015   | 2021     | Sonia Patouret   |        | LR     | Administrateur de société Conseillère municipale d'Avallon                                               |
| 2021             | 2028             | 2021   | en cours | Jordan Heitzmann |        | DVD    | Commerçant à Avallon                                                                                     |
| 2021             | 2028             | 2021   | en cours | Sonia Patouret   |        | LR     | Conseillère sortante, 10ème Vice-Présidente du conseil départemental, chargé de l'insertion par l'emploi |

### Résultats détaillés

#### Élections de mars 2015
À l'issue du 1er tour des élections départementales de 2015, trois binômes sont en ballottage : Xavier Courtois et Sonia Patouret (Union de la Droite, 30,39 %), Philippe De Chastellux et Claudette Jeannot (FN, 28,31 %) et Gérard Delorme et Joëlle Guyard (Union de la Gauche, 27,8 %). Le taux de participation est de 53,32 % (5 981 votants sur 11 217 inscrits) contre 51,97 % au niveau départemental et 50,17 % au niveau national.
Au second tour, Xavier Courtois et Sonia Patouret (Union de la Droite) sont élus avec 38,83 % des suffrages exprimés et un taux de participation de 57,64 % (2 388 voix pour 6 463 votants et 11 212 inscrits).
Xavier Courtois a quitté LR et la majorité départementale, pour porter "Une autre voix pour l'Yonne".

#### Élections de juin 2021
Le premier tour des élections départementales de 2021 est marqué par un très faible taux de participation (33,26 % au niveau national). Dans le canton d'Avallon, ce taux de participation est de 36,98 % (4 012 votants sur 10 850 inscrits) contre 35,12 % au niveau départemental. À l'issue de ce premier tour, deux binômes sont en ballottage : Aurélie Farcy et Pascal Germain (DVC, 30,99 %) et Jordan Heitzmann et Sonia Patouret (DVD, 21,11 %).
Le second tour des élections est marqué une nouvelle fois par une abstention massive équivalente au premier tour. Les taux de participation sont de 34,36 % au niveau national, 36,29 % dans le département et 39 % dans le canton d'Avallon. Jordan Heitzmann et Sonia Patouret (DVD) sont élus avec 50,83 % des suffrages exprimés (1 921 voix pour 4 233 votants et 10 853 inscrits),,.

## Composition

### Composition avant 2015
Le canton d'Avallon, d'une superficie de 197 km2, était composé de seize communes.
| Nom                 | Code Insee | Codepostal | Superficie (km2) | Population (dernière pop. légale) | Densité (hab./km2) |
| ------------------- | ---------- | ---------- | ---------------- | --------------------------------- | ------------------ |
| Avallon (chef-lieu) | 89025      | 89200      | 26,75            | 7 210 (2012)                      | 270                |
| Annay-la-Côte       | 89009      | 89200      | 12,92            | 347 (2012)                        | 27                 |
| Annéot              | 89011      | 89200      | 6,13             | 142 (2012)                        | 23                 |
| Domecy-sur-le-Vault | 89146      | 89200      | 6,21             | 103 (2012)                        | 17                 |
| Étaule              | 89159      | 89200      | 8,89             | 402 (2012)                        | 45                 |
| Girolles            | 89188      | 89200      | 16,35            | 187 (2012)                        | 11                 |
| Island              | 89203      | 89200      | 20,64            | 178 (2012)                        | 8,6                |
| Lucy-le-Bois        | 89232      | 89200      | 10,59            | 301 (2012)                        | 28                 |
| Magny               | 89235      | 89200      | 30,75            | 847 (2012)                        | 28                 |
| Menades             | 89248      | 89450      | 5,70             | 53 (2012)                         | 9,3                |
| Pontaubert          | 89306      | 89200      | 3,91             | 393 (2012)                        | 101                |
| Sauvigny-le-Bois    | 89378      | 89200      | 15,34            | 772 (2012)                        | 50                 |
| Sermizelles         | 89392      | 89200      | 7,01             | 288 (2012)                        | 41                 |
| Tharot              | 89410      | 89200      | 2,35             | 91 (2012)                         | 39                 |
| Thory               | 89415      | 89200      | 8,25             | 200 (2012)                        | 24                 |
| Vault-de-Lugny      | 89433      | 89200      | 15,20            | 318 (2012)                        | 21                 |

### Composition depuis 2015
Le nouveau canton d'Avallon comprend vingt-sept communes entières.
| Nom                             | Code Insee | Intercommunalité              | Superficie (km2) | Population (dernière pop. légale) | Densité (hab./km2) | Modifier                                    |
| ------------------------------- | ---------- | ----------------------------- | ---------------- | --------------------------------- | ------------------ | ------------------------------------------- |
| Avallon (bureau centralisateur) | 89025      | CC Avallon - Vézelay - Morvan | 26,75            | 6 346 (2022)                      | 237                | modifier les données · modifier les données |
| Annay-la-Côte                   | 89009      | CC Avallon - Vézelay - Morvan | 12,92            | 340 (2022)                        | 26                 | modifier les données · modifier les données |
| Annéot                          | 89011      | CC Avallon - Vézelay - Morvan | 6,13             | 115 (2022)                        | 19                 | modifier les données · modifier les données |
| Athie                           | 89022      | CC Avallon - Vézelay - Morvan | 4,90             | 134 (2022)                        | 27                 | modifier les données · modifier les données |
| Beauvilliers                    | 89032      | CC Avallon - Vézelay - Morvan | 6,21             | 71 (2022)                         | 11                 | modifier les données · modifier les données |
| Bussières                       | 89058      | CC Avallon - Vézelay - Morvan | 11,62            | 114 (2022)                        | 9,8                | modifier les données · modifier les données |
| Chastellux-sur-Cure             | 89089      | CC Avallon - Vézelay - Morvan | 10,55            | 131 (2022)                        | 12                 | modifier les données · modifier les données |
| Cussy-les-Forges                | 89134      | CC Avallon - Vézelay - Morvan | 13,62            | 328 (2022)                        | 24                 | modifier les données · modifier les données |
| Domecy-sur-le-Vault             | 89146      | CC Avallon - Vézelay - Morvan | 6,21             | 85 (2022)                         | 14                 | modifier les données · modifier les données |
| Étaule                          | 89159      | CC Avallon - Vézelay - Morvan | 8,89             | 392 (2022)                        | 44                 | modifier les données · modifier les données |
| Girolles                        | 89188      | CC Avallon - Vézelay - Morvan | 16,35            | 189 (2022)                        | 12                 | modifier les données · modifier les données |
| Island                          | 89203      | CC Avallon - Vézelay - Morvan | 20,64            | 188 (2022)                        | 9,1                | modifier les données · modifier les données |
| Lucy-le-Bois                    | 89232      | CC Avallon - Vézelay - Morvan | 10,59            | 322 (2022)                        | 30                 | modifier les données · modifier les données |
| Magny                           | 89235      | CC Avallon - Vézelay - Morvan | 30,75            | 872 (2022)                        | 28                 | modifier les données · modifier les données |
| Menades                         | 89248      | CC Avallon - Vézelay - Morvan | 5,70             | 37 (2022)                         | 6,5                | modifier les données · modifier les données |
| Pontaubert                      | 89306      | CC Avallon - Vézelay - Morvan | 3,91             | 361 (2022)                        | 92                 | modifier les données · modifier les données |
| Provency                        | 89316      | CC Avallon - Vézelay - Morvan | 11,88            | 249 (2022)                        | 21                 | modifier les données · modifier les données |
| Quarré-les-Tombes               | 89318      | CC Avallon - Vézelay - Morvan | 46,05            | 621 (2022)                        | 13                 | modifier les données · modifier les données |
| Saint-Brancher                  | 89336      | CC Avallon - Vézelay - Morvan | 22,02            | 277 (2022)                        | 13                 | modifier les données · modifier les données |
| Saint-Germain-des-Champs        | 89347      | CC Avallon - Vézelay - Morvan | 35,92            | 344 (2022)                        | 9,6                | modifier les données · modifier les données |
| Saint-Léger-Vauban              | 89349      | CC Avallon - Vézelay - Morvan | 33,81            | 358 (2022)                        | 11                 | modifier les données · modifier les données |
| Sainte-Magnance                 | 89351      | CC Avallon - Vézelay - Morvan | 19,37            | 480 (2022)                        | 25                 | modifier les données · modifier les données |
| Sauvigny-le-Bois                | 89378      | CC Avallon - Vézelay - Morvan | 15,34            | 739 (2022)                        | 48                 | modifier les données · modifier les données |
| Sermizelles                     | 89392      | CC Avallon - Vézelay - Morvan | 7,01             | 249 (2022)                        | 36                 | modifier les données · modifier les données |
| Tharot                          | 89410      | CC Avallon - Vézelay - Morvan | 2,35             | 111 (2022)                        | 47                 | modifier les données · modifier les données |
| Thory                           | 89415      | CC Avallon - Vézelay - Morvan | 8,25             | 193 (2022)                        | 23                 | modifier les données · modifier les données |
| Vault-de-Lugny                  | 89433      | CC Avallon - Vézelay - Morvan | 15,20            | 269 (2022)                        | 18                 | modifier les données · modifier les données |
| Canton d'Avallon                | 8905       |                               | 412,94           | 13 915 (2022)                     | 34                 | modifier les données                        |

## Démographie

### Démographie avant 2015

#### Évolution démographique
| 1962  | 1968   | 1975   | 1982   | 1990   | 1999   | 2006   | 2011   | 2012   |
| ----- | ------ | ------ | ------ | ------ | ------ | ------ | ------ | ------ |
| 9 606 | 10 455 | 12 323 | 12 727 | 12 857 | 12 671 | 12 043 | 11 859 | 11 832 |

#### Âge de la population
La pyramide des âges, à savoir la répartition par sexe et âge de la population, du canton d'Avallon en 2009 ainsi que, comparativement, celle du département de l'Yonne la même année sont représentées avec les graphiques ci-dessous.
La population du canton comporte 47,9 % d'hommes et 52,1 % de femmes. Elle présente en 2009 une structure par grands groupes d'âge légèrement plus âgée que celle de la France métropolitaine. 
Il existe en effet 93 jeunes de moins de 20 ans pour cent personnes de plus de 60 ans, alors que pour la France l'indice de jeunesse, qui est égal à la division de la part des moins de 20 ans par la part des plus de 60 ans, est de 1,06. L'indice de jeunesse du canton est par contre supérieur à celui  du département (0,87) et à celui de la région (0,84).
| Hommes | Classe d’âge | Femmes |
| ------ | ------------ | ------ |
| 0,4    | 90 ans ou +  | 1,7    |
| 7,1    | 75 à 89 ans  | 11,1   |
| 14,7   | 60 à 74 ans  | 14,8   |
| 23,3   | 45 à 59 ans  | 22,2   |
| 18,8   | 30 à 44 ans  | 18,4   |
| 18,3   | 15 à 29 ans  | 15,7   |
| 17,4   | 0 à 14 ans   | 16,1   |

| Hommes | Classe d’âge | Femmes |
| ------ | ------------ | ------ |
| 0,5    | 90 ans ou +  | 1,4    |
| 7,9    | 75 à 89 ans  | 11,9   |
| 15,5   | 60 à 74 ans  | 15,6   |
| 21,5   | 45 à 59 ans  | 20,7   |
| 19,3   | 30 à 44 ans  | 18,4   |
| 16,3   | 15 à 29 ans  | 15,1   |
| 19,0   | 0 à 14 ans   | 16,9   |

### Démographie depuis 2015
En 2022, le canton comptait 13 915 habitants, en évolution de −3,56 % par rapport à 2016 (Yonne : −1,95 %, France hors Mayotte : +2,11 %).
| 2013   | 2018   | 2022   |
| ------ | ------ | ------ |
| 15 002 | 14 106 | 13 915 |